# 莫羅霍塔山
莫羅霍塔山（Morojota），是秘魯的山峰，位於該國東南部普諾大區，由卡拉瓦亞省的阿亞帕塔區負責管轄，屬於安地斯山脈的一部分，海拔高度4,800米。